# 875 TCN
875 TCN là một năm trong lịch La Mã.